# Ronov nad Sázavou (železniční zastávka)
Ronov nad Sázavou je železniční zastávka ve stejnojmenné místní části města Přibyslav v okrese Havlíčkův Brod na dvoukolejné elektrizované trati Brno – Havlíčkův Brod. Zastávka ve své současné poloze byla spolu s tratí otevřena 5. prosince 1953.

## Provozní informace
Tato zastávka má dvě nástupiště na vnější straně kolejí. V zastávce není možnost zakoupení si jízdenky. Provozuje ji Správa železnic.

## Doprava
Zastavují zde pouze osobní vlaky jezdící na trase Kolín – Havlíčkův Brod – Žďár nad Sázavou.